# Конти, Андреа (1994)
Андре́а Ко́нти (итал. Andrea Conti; род. 2 марта 1994, Лекко, Ломбардия) — итальянский футболист, крайний защитник  Выступал в сборной Италии.

## Клубная карьера

### «Аталанта»
Андреа Конти родился и вырос в Лекко, Ломбардия. В 2002 году он успешно прошёл пробы в «Милане», но отказался присоединиться к команде из-за его удаленности от дома к тренировочному центру клуба в районе города Линате. У него также было предложение от миланского «Интера», но в конце концов он присоединился к молодёжной академии «Аталанты», где более десяти лет играл вместе с Маттиа Кальдарой и Роберто Гальярдини.

##### Аренда в «Перуджу»
Летом 2013 года для получения игровой практики Андреа на правах аренды перешёл в «Перуджу». 30 августа в матче против клуба «Ночерина» он дебютировал за новую команду. По итогам сезона Конти помог «Перудже» подняться дивизионом выше.

##### Аренда в «Виртус Ланчано»
Летом 2014 года Андреа во второй раз был отдан в аренду, его новым клубом стал «Виртус Ланчано». В матче против «Фрозиноне» он дебютировал в итальянской Серии B. По окончании аренды Конти вернулся в «Аталанту».

##### Возвращение в «Аталанту»
В 2015 году Андреа был включён в заявку основной команды на сезон. 6 января 2016 года в матче против «Удинезе» он дебютировал в итальянской Серии A. 3 февраля в поединке против «Эллас Верона» Конти забил свой первый гол за «Аталанту». В сезоне 2016/2017 Андреа забил 8 голов, чем привлёк внимание многих именитых клубов, в частности «Милан».

### «Милан»
Летом 2017 года Андреа поставил в известность руководство «Аталанты» о своем желании перейти в «Милан». Стороны долго не могли прийти к соглашению, также в борьбу за игрока вклинился «Интер», но черно-синие получили резкий отказ от Конти, который мечтал выступать исключительно за «россонери». В начале июля «Аталанта» приняла предложение «Милана». Сумма сделки составила 25 миллионов евро + права на полузащитника Маттео Пессину и нападающего Луку Видо, каждый из которых был оценен «Аталантой» в 1 миллион евро. Сам Андреа Конти подписал контракт с «Миланом» до 2022 года с заработной платой 2 миллиона евро + бонусы.
20 августа в матче против «Кротоне» он дебютировал за новую команду в чемпионате.
15 сентября 2017 года во время тренировки Андреа получил повреждение крестообразных связок левого колена, которое оставит его без футбола на срок около 6 месяцев.

##### Аренда в «Парму»
21 января 2021 года до конца сезона был отдан в аренду c правом выкупа игрока в «Парму». Однако, поскольку «Парма» завершила сезон в конце таблицы и получила понижение в Серию B, пункт об выкупе игрока не был активирован.

### «Сампдория»
10 января 2022 года Конти перебрался в «Сампдорию». Андреа в первом интервью в качестве игрока «Сампдории» сказал: «Я надеялся перейти ещё в августе, но переход не состоялся из-за проблем, о которых мне ничего не известно. У меня есть жажда реванша после нескольких не лучших лет на личном уровне, надеюсь быть полезным команде уже в ближайшем матче».

## Международная карьера
31 мая 2017 года в товарищеском матче против сборной Сан-Марино Конти дебютировал за сборную Италии.
В 2017 году в составе молодёжной сборной Италии Конти принял участие в молодёжном чемпионата Европы в Польше. На турнире он сыграл в матчах против команд Германии, Чехии и Дании.

## Клубная статистика
| Клуб                | Сезон               | Лига                | Лига  | Лига | Кубок | Кубок | Европа | Европа | Другое | Другое | Итог  | Итог  |
| Клуб                | Сезон               | Дивизион            | Матчи | Голы | Матчи | Голы  | Матчи  | Голы   | Матчи  | Голы   | Матчи | Голыs |
| ------------------- | ------------------- | ------------------- | ----- | ---- | ----- | ----- | ------ | ------ | ------ | ------ | ----- | ----- |
| Аталанта            | 2013/14             | Серия A             | 0     | 0    | 0     | 0     | —      | —      | —      | —      | 0     | 0     |
| → Перуджа           | 2013/14             | Лига Про            | 16    | 0    | 1     | 0     | —      | —      | —      | —      | 17    | 0     |
| → Виртус Ланчано    | 2014/15             | Серия B             | 24    | 0    | 1     | 0     | —      | —      | —      | —      | 25    | 0     |
| Аталанта            | 2015/16             | Серия A             | 14    | 2    | 1     | 0     | —      | —      | —      | —      | 15    | 2     |
| Аталанта            | 2016/17             | Серия A             | 33    | 8    | 2     | 0     | —      | —      | —      | —      | 35    | 8     |
| Всего за «Аталанту» | Всего за «Аталанту» | Всего за «Аталанту» | 47    | 10   | 3     | 0     | —      | —      | —      | —      | 50    | 10    |
| Милан               | 2017/18             | Серия A             | 2     | 0    | 0     | 0     | 3      | 0      | —      | —      | 5     | 0     |
| Милан               | 2018/19             | Серия A             | 12    | 0    | 2     | 0     | 0      | 0      | 1      | 0      | 15    | 0     |
| Милан               | 2019/20             | Серия A             | 23    | 0    | 3     | 0     | —      | —      | —      | —      | 26    | 0     |
| Милан               | 2020/21             | Серия A             | 3     | 0    | 0     | 0     | 2      | 0      | —      | —      | 5     | 0     |
| → Парма             | 2020/21             | Серия A             | 10    | 0    | 0     | 0     | —      | —      | —      | —      | 10    | 0     |
| Милан               | 2021/22             | Серия A             | 1     | 0    | 0     | 0     | 0      | 0      | 0      | 0      | 1     | 0     |
| Всего за «Милан»    | Всего за «Милан»    | Всего за «Милан»    | 41    | 0    | 5     | 0     | 5      | 0      | 1      | 0      | 52    | 0     |
| Сампдория           | 2021/22             | Серия A             | 0     | 0    | 0     | 0     | —      | —      | —      | —      | 0     | 0     |
| Всего за карьеру    | Всего за карьеру    | Всего за карьеру    | 138   | 10   | 10    | 0     | 5      | 0      | 1      | 0      | 154   | 10    |